# Asian News International v. Fondation Wikimédia
Asian News International vs. Wikimedia Foundation (CS(OS) 524/2024) est une affaire civile de diffamation en cours en Inde.
ANI Media Private Limited, la société mère de l'agence de presse Asian News International (ANI), a intenté une action en diffamation de ₹2 crore (environ 240 000 USD) contre la Fondation Wikimédia (WMF), l'hébergeur de Wikipédia, en raison de la description faite de l'ANI dans l'article de la Wikipédia en anglais consacré à l'agence de presse.
Le juge Navin Chawla a averti que le tribunal pourrait ordonner au gouvernement indien de fermer Wikipédia dans le pays. Les critiques ont qualifié de censure et de menace pour la circulation de l'information l'ordonnance du juge ordonnant au WMF de divulguer l'identité des rédacteurs ayant effectué les modifications,.
À la suite d'un avertissement de la Haute Cour de Delhi en octobre 2024 selon lequel l'article pourrait violer les règles sub judice et d'une ordonnance de suppression ultérieure, le WMF a suspendu l'accès à l'article de Wikipédia Asian News International vs. Wikimedia Foundation (cet article, dans sa version anglaise), le bloquant à la fois pour les lecteurs et les éditeurs de l'encyclopédie en ligne. Cependant, l'accès a été rétabli le 9 mai 2025, à la suite d'un appel du WMF et d'une décision de la Cour suprême de l'Inde en faveur de Wikimedia,,.